# Wilhelm Schaaf
Wilhelm Schaaf (* 19. März 1897 in Solingen; † 20. Februar 1976 in Hamburg) war ein deutscher Manager der Automobil- und Rüstungsindustrie.
Nachdem er seit 1936 als Technischer Direktor der BMW-Zweigniederlassung Eisenach tätig gewesen war, wurde Schaaf 1942 Produktionsmanager in Albert Speers Rüstungsministerium. Wegen einer anhaltenden Produktionskrise im BMW-Flugmotorenbau musste auf Initiative von Generalluftzeugmeister Erhard Milch aus dem Reichsluftfahrtministerium (RLM) der BMW-Generaldirektor Fritz Hille im Mai 1944 von seinem Amt zurücktreten. Nachfolger sollte der mit Hille verfeindete Schaaf werden, der aber aufgrund interner Querelen vorerst nur in den BMW-Aufsichtsrat berufen wurde, welcher ihn wiederum als Produktionsmanager in den Vorstand delegierte. Offiziell wurde Wilhelm Schaaf erst nach der endgültigen Ausschaltung Hilles im Februar 1945 BMW-Vorstandsvorsitzender, was er bis Juni 1945 blieb. Über Schaafs Verbleib nach dem Krieg ist nichts bekannt.
Seit 1939 war Schaaf mit Anita Eckermann (* 1907) verheiratet; das Paar hatte zwei Kinder.
1944 wurde Schaaf Mitglied des Jägerstabes.